# کرم پالولو
کرم پالولو (نام علمی: Eunice viridis) نام یک گونه از رده پرتاران است.